# Açude Antônio Ferreira Antero
O Açude Antônio Ferreira Antero, conhecido como Fogareiro, é um açude brasileiro que está localizado no estado do Ceará.
Está construído sobre o leito do rio Quixeramobim, no município de mesmo nome, e faz parte da bacia do rio Banabuiú. Suas águas se estendem até o município de Boa Viagem.
Suas obras foram realizadas pelo DNOCS, sendo concluídas em 1996. É uma barragem de tipo terra homogênea, com capacidade de armazenamento de água de 118.820.000 metros cúbicos.